# Douglas Lindsay
Douglas Lindsay (1964) è uno scrittore scozzese.
Attualmente vive in Polonia.
Ha vissuto in Belgio, dove ha conosciuto la moglie, Kathryn. Durante la sua permanenza in Senegal ha scritto il primo romanzo della serie di Barney Thomson, barbiere cerusico.

## Opere
- La bottega degli errori, Kowalski Editore, Milano 2006
- Il monastero dei lunghi coltelli, Kowalski Editore, Milano 2008